# Краснёнка
Краснёнка — деревня в Маловишерском районе Новгородской области.
В деревне есть 11 улиц: Гагарина, Железнодорожные казармы, Заводская, Комсомольская, Красная, Ленинградская, Лесная, Московская, Первомайская, Пионерская, Садовая, а также Новый переулок.

## География
Деревня находится в 20 км от центра района — Малой Вишеры, на высоте 76 м над уровнем моря.

## Население
| 2010 | 2011 |
| ---- | ---- |
| 120  | ↗135 |

## Власть
Деревня в административном плане относится к Бургинскому сельскому поселению Маловишерского района Новгородской области